# Titularbistum Equizetum
Equizetum (ital.: Equizeto) ist ein Titularbistum der römisch-katholischen Kirche. 
Es geht zurück auf einen Bischofssitz in der gleichnamigen antiken Stadt, die in der Spätantike in der römischen Provinz Mauretania Sitifensis (heute nördliches Algerien) lag. Spätestens im Zuge der islamischen Expansion ging der Bischofssitz unter.
| Titularbischöfe von Equizetum |                                   |                                                                       |                   |                   |
| Nr.                           | Name                              | Amt                                                                   | von               | bis               |
| 1                             | Michael Rodrigues                 | emeritierter Bischof von Belgaum (Indien)                             | 15. März 1964     | 12. Oktober 1964  |
| 2                             | Juan Tarsicio Senner OFM          | emeritierter Bischof von Cochabamba (Bolivien)                        | 19. August 1965   | 23. Januar 1976   |
| 3                             | Ronald Gerard Connors CSsR        | Koadjutorbischof von San Juan de la Maguana (Dominikanische Republik) | 24. April 1976    | 20. Juli 1977     |
| 4                             | José Vittorio Tommasí             | Weihbischof in Bahía Blanca (Argentinien)                             | 19. November 1984 | 28. August 1991   |
| 5                             | Juan Bautista Herrada Armijo OdeM | Weihbischof in Antofagasta (Chile)                                    | 30. November 1991 | 21. Januar 2002   |
| 6                             | Luis Antonio Nova Rocha           | Weihbischof in Barranquilla (Kolumbien)                               | 15. Februar 2002  | 13. November 2010 |
| 7                             | Santo Loku Pio Doggale            | Weihbischof in Juba (Südsudan)                                        | 27. November 2010 |                   |